# 1909 у футболі
Нижче наведені футбольні події 1909 року у всьому світі.

## Події
Воротарі почали носити форму відмінного від польових гравців кольору.

## Засновані клуби
- Інтернасьйонал (Бразилія)
- Болонья (Італія)
- Боруссія (Дортмунд) (Німеччина)
- Реал Сосьєдад (Іспанія)

## Національні чемпіони
- Греція
  - Пеіраікос

- Німеччина
  - Фенікс Карлсруе

- Шотландія
  - Селтік